# Dersu Uzala
Dersu Uzala (în rusă Дерсу Узала; n. 1849, Ussuri krai⁠(d), Rusia – d. 13 martie 1908, Ținutul Habarovsk, URSS) a fost un vânător de etnie nanai, care a fost călăuza exploratorului rus Vladimir Arseniev în cursul expedițiilor organizate în Extremul Orient rus în primul deceniu al secolului al XX-lea. El a fost imortalizat de Arseniev în cartea autobiografică Dersu Uzala (1923), care a fost adaptată în două filme de lungmetraj, cel mai cunoscut dintre ele fiind versiunea lui Akira Kurosawa.

## Biografie
Exploratorul rus Vladimir Arseniev și-a început expedițiile în 1902, în pădurile din bazinul râului Ussuri, Extremul Orient rus. El a descris numeroase specii de floră siberiană, cât și stilul de viață al populației indigene.
Arseniev l-a întâlnit pe vânătorul Derzu Uzala în timpul unei astfel de expediții și l-a luat pe post de călăuză. Conform jurnalului de călătorie al lui Arseniev, acest eveniment ar fi avut loc la 3 august 1906. Uzala a câștigat respectul lui Arseniev și al echipei sale. Cu trecerea timpului, vederea și alte simțuri ale lui Uzala au început să se înrăutățească, iar Arseniev s-a oferit să-l ducă în orașul în care locuia. Ajuns acolo, Uzala a descoperit că nu îi este permis să taie lemne sau să-și construiască o colibă în parcul din localitate și nici nu are voia să tragă cu pușca pe teritoriul orașului. În primăvara anului 1908 el i-a cerut lui Arseniev să-l lase să se întoarcă în pădure. Drept cadou de despărțire, Arseniev i-a dat o pușcă nouă.
La scurt timp după întoarcerea în ținuturile natale, Dersu Uzala a fost ucis. S-a speculat că asasinul a recurs la acest gest pentru a-și însuși pușca.

## Moștenire
În 1923 Arseniev și-a lansat cartea Dersu Uzala. Aceasta a fost adaptată în două lungmetraje, primul fiind lansat în 1961, în regia lui Agasi Babaian⁠(d) și cu actorul kazah Kasîm Jakibaev⁠(d) în rolul lui Uzala. Cel de-al doilea film a fost turnat în 1975 de Akira Kurosawa, Uzala fiind interpretat de această dată de actorul tuvan Maksim Munzuk. Filmul lui Kurosawa a câștigat Premiul de Aur și Premiul FIPRESCI la cea de-a IX-a ediție a Festivalului Internațional de Film de la Moscova, cât și Oscarul pentru cel mai bun film într-o limbă străină în 1976.
În anii 1970 a fost înălțat un monument dedicat celor doi camarazi în apropierea orașului Arseniev. Un monument de bronz care îl înfățișează pe Uzala a fost dezvelit în 2019 în satul Krasnîi Iar din centrul Parcului Național Bikin⁠(d).
În 1972 un sat din raionul Krasnoarmeiski, regiunea Primorski, numit până atunci Laul (un toponim chinezesc), a fost redenumit Dersu, în memoria vânătorului. Tot în memoria sa au fost denumite asteroidul 4142 Dersu-Uzala din centura principală, descoperit în 1981, și specia de coleoptere Sikhotelumpia dersuuzalai⁠(d).

## Legături externe
Materiale media legate de Dersu Uzala la Wikimedia Commons